# 八重奏
八重奏（德語：Oktett）是指由八种乐器按所担任的声部同奏一支曲子時的狀態。常见的弦乐八重奏由小提琴四把，中提琴、大提琴各两把组成。另外，也有弦樂器和管樂器搭配的組合，或者純以管樂器出演的作品。

## 代表作品

### 弦樂八重奏
- 門德爾松，第20號作品，1825年
- 埃內斯庫，第7號作品，1900年
- 肖斯塔科維奇，第11號作品，1925年

### 管樂八重奏
- 貝多芬，第103號作品，1793年
- 舒伯特，目錄第72號作品，1813年
- 斯特拉文斯基（1923年）

### 混合八重奏
- 施波爾，第32號作品，1814年
- 舒伯特，目錄第803號作品，1824年

## 錄音推薦
- Camerata de Lausanne.  (CD). CAMERATA TOKYO, Inc. (CM-28034). 2003. Barcode 4990355901113.
- Wiener Oktett.  (CD). Legends. Decca Music Group Ltd. 2000. Barcode 028946658024.